# Cisowa Góra (osada)
Cisowa Góra – osada w Polsce, położona w województwie pomorskim, w powiecie starogardzkim, w gminie Osiek.
W latach 1975–1998 miejscowość położona była w województwie gdańskim.